# 김민지 (1999년)
김시아(본명 : 金珉志, 1999년 2월 23일~)은 대한민국의 방송인이자 YTN 기상캐스터이다.

### 학력
- 국민대학교 경영학과 학사

## 경력
- 현대자동차 사내 아나운서
- 한국경제TV 시황 캐스터
- 토마토TV 캐스터
- JTBC 기상캐스터
- 2023 쿠팡플레이 스포츠 아나운서
- YTN 기상캐스터

### 수상
- 2022 미스춘향 현, 우정상